# Teoría de Chern-Simons
La teoría de Chern–Simons es una  teoría topológica cuántica  3-dimensional de tipo Schwarz, introducida por Edward Witten. Se denomina así porque su  acción  es proporcional a la integral de la 
3-forma de Chern–Simons.
En física de la materia condensada, la teoría de Chern–Simons describe el  orden topológico en los estados del efecto Hall cuántico. En matemáticas, se ha utilizado para calcular las invariantes de nudo e invariantes 3-variedad como el polinomio de Jones. 
Una teoría particular de Chern–Simons se especifica mediante una opción del grupo de Lie simple G conocido como el grupo de calibración de la teoría y también un número conocido como el nivel de la teoría, que es una constante que multiplica la acción. La acción es dependiente de la calibración, sin embargo la función de partición de la teoría  cuántica  está  bien definida  cuando el nivel es un entero y el medidor de intensidad de campo desaparece en todos los  límites  del espacio-tiempo tridimensional.

## La teoría clásica

### Configuraciones
Las teorías Chern–Simons se pueden definir en cualquier 3-variedad  topológica M, con o sin límite. Estas teorías son teorías topológicas de tipo-Schwarz, no se requiere introducir  métrica  en M.
La teoría de Chern–Simons es una  teoría de calibración, lo que significa que una configuración  clásica  en la teoría de Chern–Simons M con calibrador de grupo G, es descrita por un paquete principal  G en M. La conexión de este paquete se caracteriza por una conexión de una forma A la que es valorada en el álgebra de Lie g del grupo de Lie G. En general la conexión sólo está definida en  parches coordinados individuales, y los valores de A en parches diferentes están relacionados por mapas conocidos como indicadores de las transformaciones. Estas se caracterizan por la afirmación de que la derivada covariante, que es la suma del operador derivada exterior d y la conexión A, se transforma en la representación adjunta del grupo de calibración G. El cuadrado de la derivada covariante con sí mismo puede ser interpretado como una 2-forma g-valuada F llamada la forma de curvatura o la intensidad de campo. También se transforma en la representación adjunta.

### Dinámica
La  acción  S de la teoría de Chern–Simons es proporcional a la integral de la Chern–Simons de la 3-forma
{\displaystyle S={\frac {k}{4\pi }}\int _{M}{\text{tr}}\,(A\wedge dA+{\tfrac {2}{3}}A\wedge A\wedge A).}
La constante k se llama el nivel de la teoría. La física clásica de la teoría de la Chern–Simons es independiente de la elección del nivel k.
Clásicamente, el sistema se caracteriza por sus ecuaciones de movimiento, que son el extremo de la acción con respecto a las variaciones campo A. En cuanto a la curvatura de campo 
{\displaystyle F=dA+A\wedge A\,}
la ecuación de campo es, explícitamente 
{\displaystyle 0={\frac {\delta S}{\delta A}}={\frac {k}{2\pi }}F.}
Las ecuaciones clásicas del movimiento se cumplen por lo tanto, si la curvatura desaparece por todas partes, en cuyo caso la conexión se dice ser plana. Por lo tanto, las soluciones clásicas a G de la teoría de Chern–Simons, son las conexiones planas de G-paquetes principales en M. Las conexiones planas dependen enteramente de holonomías alrededor de ciclos no contráctiles en la base M. Más precisamente, están en correspondencia uno a uno, con las clases de equivalencia de homomorfismos desde el grupo fundamental M para con el grupo de calibración G, hasta la conjugación.
Si M tiene un límite N, entonces hay datos adicionales que describen una opción de banalización del G-paquete principal en N. Esa opción caracteriza un mapa de N a G. La dinámica de este mapa es descrita por el modelo de Wess–Zumino–Witten (WZW) en N a nivel k.

## Cuantización mitos
Para  cuantizar canónicamente la teoría de Chern–Simons, se define un estado en cada superficie bidimensional Σ en M. Como en cualquier teoría cuántica de campos, los estados corresponden a los rayos en un espacio de Hilbert. No existe la noción preferencial de tiempo en una teoría de campo topológica de tipo-Schwarz, y así uno puede imponer que la superficie de Cauchy sea Σ, de hecho, un estado puede definirse en cualquier superficie.
Σ es de codimensión uno y así uno puede cortar M a lo largo de Σ. Después de dicha corte M será una variedad con límite y, en particular, clásicamente la dinámica de Σ se describirá por un modelo WZW. Witten ha demostrado que esta correspondencia se mantiene en mecánica cuántica incluso. Más precisamente, demostró que el espacio de estados de Hilbert, es siempre finito dimensional, y puede ser canónicamente identificado con el espacio de bloques conformes del modelo WZW de G a nivel de k.  Los bloques conformes son localmente la Función holomorfa y factores anti-holomorfos cuya suma de productos para la funciones de correlación de una teoría conforme de campos 2-dimensional. 
Por ejemplo, cuando Σ es una 2-esfera, este espacio de Hilbert es unidimensional y así hay un solo estado. Cuando Σ es un 2-toro los estados corresponden a las  representaciones integrables del álgebra de Lie afín, correspondientes a g al nivel de k.  Las .caracterizaciones de los bloques conformes en géneros mayores, no son necesarias para solución de Witten de la teoría de Chern–Simons.

## Observables

### Bucles de Wilson
Las  observables de la teoría de Chern–Simons, son los n-puntos de la función de correlación de los operadores de calibración invariante. La clase más estudiada de operadores de calibración invariante, son los bucles de Wilson. Un bucle de Wilson, es la holonomía alrededor de un lazo en M, en una determinada representación R de G. Como estaremos interesados en productos de bucles de Wilson, sin pérdida de generalidad, podemos limitar nuestra atención a representaciones irreducibles R.
Más concretamente, dada una representación irreducible R y un bucle K en M se puede definir el lazo de Wilson {\displaystyle W_{R}(K)} por
{\displaystyle W_{R}(K)={\text{Tr}}_{R}\,{\mathcal {P}}\,\exp {i\oint _{K}A}}
donde A es la conexión 1-forma, y tomamos el valor principal de Cauchy de la integral de contorno, y {\displaystyle {\mathcal {P}}\,\exp } es la ruta exponencial orden.

### Polinomios HOMFLY y Jones
Considere un enlace L en M, que es una colección de l bucles disjuntos. Una observable especialmente interesante, es la función de correlación de l-punto formada del producto de los bucles de Wilson alrededor de cada lazo desunido, cada uno en la representación fundamental de G. Uno puede formar una función de correlación normalizada dividiendo esta observable por la función de partición Z(M), que es sólo la función de correlación de 0 puntos. 
En el caso especial en que M es una 3-esfera, Witten ha demostrado que estas funciones de correlación normalizadas son proporcionales al conocido polinomios de nudo. Por ejemplo, en la teoría de la Chern–Simons G=U(N) a nivel k es la función de correlación normalizada, hasta una fase, igual a 
{\displaystyle {\frac {\sin(\pi /(k+N))}{\sin(\pi N/(k+N))}}}
veces el polinomio HOMFLY. En particular, cuando N = 2 el polinomio HOMFLY se reduce al polinomio de Jones. En el caso de SO(N), uno encuentra una expresión similar con el polinomio de Kauffman.
La ambigüedad de fase refleja el hecho de que, como ha demostrado Witten, las funciones de correlación cuántica no están totalmente definidas por los datos clásicos. El número de vinculación de un bucle con el mismo, entra en el cálculo de la función de partición, pero este número no es invariante bajo pequeñas deformaciones y en particular no es un invariante topológico. Este número puede procesarse bien definido si uno elige una estructura para cada bucle, que es una opción de preferencia distinto de vector normal nulo en cada punto, a lo largo de la cual se deforma el bucle para calcular su número de auto-enlace. Este procedimiento, es un ejemplo del procedimiento de regularización de separación de puntos introducido por Paul Dirac y Rudolf Peierls para definir cantidades aparentemente divergentes en teoría cuántica de campos en 1934.
Sir Michael Atiyah ha demostrado que existe una opción canónica de estructura, que se utiliza generalmente en la literatura actual y conduce a un número bien definido de enlace. Con la estructura canónica, la fase anterior es el exponencial de 2πi/ (k + N) multiplicado por el número de enlace L consigo mismo.

## Relaciones con otras teorías

### Teorías de cuerdas topológicas
En el contexto de la teoría de cuerdas, una teoría de Chern–Simons de U(N), en un Lagrangiana orientada, 3-subvariedad M de una 6-variedad X, surge como la teoría de cuerdas de campo de cadenas abiertas, terminadas en una D-brana envolvente de X en el modelo-A topológico de cadena en X. El modelo-B de la teoría de campo topológico, de cadena abierta, en el volumen de mundo compacto de una pila de D5-branas, es una variedad 6-dimensional de la teoría de Chern–Simons, conocida como teoría de Chern–Simons holomorfa.

### Modelos WZW y matriz
Las teorías de Chern–Simons están relacionadas con muchas otras teorías de campo. Por ejemplo, si se considera una teoría de Chern–Simons con calibrador de grupo G, en una variedad con borde, entonces todos los grados de libertad 3-dimensionales propagantes, pueden recalibrarse nulamente, dejando una teoría conforme de campos 2-dimensional, conocida como modelo G de Wess–Zumino–Witten en la frontera. Además de la U(N) y las teorías de Chern–Simons SO(N) cuando N es grande, se aproximan bien por modelos de matriz.

### Chern–Simons, función de onda de Kodama y lazo de gravedad cuántica
Edward Witten argumentó que el estado de Kodama en gravedad cuántica de bucles es no-física debido a una analogía con el estado de Chern–Simons, dando como resultado helicidad negativa y energía. Hay desacuerdos por las conclusiones de Witten.

## Términos de Chern–Simons en otras teorías
El término de Chern–Simons también puede añadirse a los modelos que no son teorías de campo cuántico topológico. En 3D, esto da lugar a un fotón masivo, si este término se añade a la acción de la teoría electrodinámica de Maxwell. Este término puede ser inducido mediante la integración de un campo de Dirac masivo cargado. También aparece por ejemplo en el efecto Hall cuántico. Generalizaciones diez y once-dimensionales de los términos de Chern–Simons, aparecen en las acciones de todas las  teorías de supergravedad  de dimensiones diez y once.

### Renormalización a nivel de un bucle
Si se incluye masa en una teoría de calibración de Chern–Simons, en general ya no es topológica. Sin embargo, si se añade  fermiones de Majorana, debido a la anomalía de paridad, al integrarse a cabo conducen a una teoría pura de Chern–Simons, con un bucle de renormalización a nivel de Chern–Simons por −n/2, en otras palabras, la teoría de nivel k con n fermiones, es equivalente al nivel k − n/2 de la teoría sin fermiones.